# مدرب الأحلام

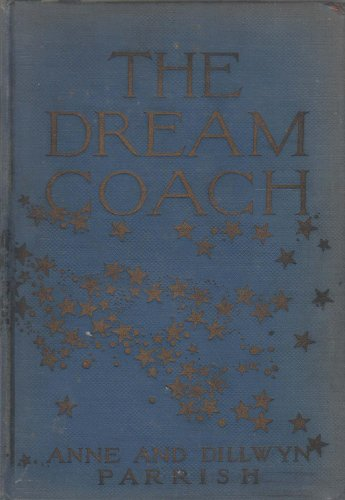
الطبعة الأولى 1924

كتاب مُدرب الأحلام هو كتاب للأطفال من تأليف الكاتبة آن باريش، يحتوي على أربع قصص خيالية، يتحدث عن مُدرب الأحلام الذي يسافر حول العالم لجلب الأحلام للأطفال، والقصص هي: «الأحلام السبعة البيضاء لابنة الملك»، و«حلم غوران»، و«قفص طائر مع شرابات من الأرجواني واللؤلؤ (ثلاثة أحلام للإمبراطور الصيني الصغير)»، و «حلم الملك فيليب»، ونشر الكتاب شقيق المؤلفة ديلوين باريش لأول مرة في عام 1924 وحصل على جائزة نيوبري في عام 1925.
تتوفر طبعة عامة على الإنترنت من كتاب مدرب الأحلام الذي حصل على جآئزة نيوبري لعام 1925، في موقع مجمع الكاتبات النساء.

## روابط خارجية
- كتاب مجاني: {{{اسم}}} على مشروع غوتنبرغ